# 雇用・社会開発省 (カナダ)
雇用・社会開発省（こようしゃかいかいはつしょう、英語：Employment and Social Development Canada、略称：ESDC、仏語：Emploi et Développement social Canada）は、カナダ連邦政府内で、カナダの雇用政策や社会開発政策に関する行政、規制、業務を司る省庁である。
雇用・社会開発省は雇用保険（EI）、雇用関係の連邦政府サービスセンターであるサービス・カナダの運営、連邦学生ローン（CSLP）、カナダ年金計画（CPP）、社会保険番号（SIN）発給などの連邦政府業務を運営している。
雇用・社会開発省が管轄する大臣として、雇用・労働力開発・労働担当大臣のスティーブン・マッキノン（Steven MacKinnon）、家族・子供・社会開発担当大臣のジェナ・サッズ（Jenna Sudds）、高齢者担当大臣のジョアン・トムソン（Joanne Thompson）、市民サービス担当大臣のテリー・ビーチ（Terry Beech）、多様性・包摂・障害者担当大臣のカマル・ケラ (Kamal Khera) 、女性・ジェンダー平等・青少年担当大臣のマルシ・イアン (Marci Ien) がいる。

## 歴史
2003年12月に人的資源庁（Human Resources Development Canada (HRDC) ）が人的資源・能力開発省（Department of Human Resources and Skills Development Canada (HRSDC)）と、社会開発省（Social Development Canada (SDC)）に分離することとなった。業務領域はこれまでと同様だったが、人的資源能力開発省（HRSDC）は特に旧HRDCの中でも労働力確保の側面が強く、社会開発省（SDC）は子供・家族・高齢者への社会支援施策に焦点が当てられた。この編成は2005年7月に施行された人的資源・能力開発省法と社会開発省法に法的に基づいている。
2006年2月に政権に返り咲いた保守党のハーパー政権は枢密院勅令により両省を一つに戻すと発表、社会開発省を人的資源能力開発省に合併させた。
2015年11月に行政機構改革が行なわれ、雇用政策は新たに改称された雇用・労働力開発担当大臣と言う名前での労働大臣の担当に移管された。社会開発については家族・子供・社会開発担当大臣の担当となった。現在では、雇用・労働力開発・障害者包摂担当大臣と言う名で障害者包摂施策にも取り組んでいる。

## 主な組織
雇用・社会開発省は下記の大臣、組織を管轄している。
- 雇用・労働力開発・労働担当大臣
- 高齢者担当大臣
- 家族・子供・社会開発担当大臣
- 市民サービス担当大臣
- 多様性・包摂・障害者担当大臣
- 女性・ジェンダー平等・青少年担当大臣

## 庁・局・活動など
- サービス・カナダ
- 連邦学生ローン（CSLP）
- 雇用保険委員会（EI）
- カナダ年金計画（CPP）
- 全国高齢者委員会（National Seniors Council）
- 季節農業労働者プログラム（Seasonal Agricultural Workers Program）
- 連邦調停和解サービス_(カナダ)（Federal Mediation and Conciliation Service）
- カナダ住宅ローン公社（Canada Mortgage and Housing Corporation）
- カナダ産業関係委員会（Canada Industrial Relations Board）